# První čínský historický archiv
První čínský historický archiv (čínsky v českém přepisu Čung-kuo ti-i li-š’ tang-an-kuan, pchin-jinem Zhōngguó dìyī lìshǐ dàng'ànguǎn, znaky zjednodušené 中国第一历史档案馆) je ústřední státní archiv, který se nachází v Tung-čchengu v Pekingu a spadá pod Čínskou národní archivní správu. Původně byl založen v roce 1925 a je zodpovědný za shromažďování a správu archivů ústředních vládních úřadů z období říše Ming a Čching a dřívějších států existujících na území Číny. Ve svých sbírkách uchovává přibližně 10 milionů historických dokumentů.
Vedle tohoto pracoviště existuje ještě Druhý čínský historický archiv, který je zodpovědný za shromažďování a správu archivů ústředních vládních orgánů v období Čínské republiky, od roku 1912 do roku 1949.

## Historie
Dne 10. října 1925 bylo v Pekingu založeno Palácové muzeum, jehož knihovní oddělení se staralo o historické dokumenty mingského a čchingského období.
Po komunistickém převratu v roce 1949 přešly historické dokumenty Palácového muzea pod kontrolu Čínské národní archivní správy a v roce 1955 se staly součástí Ústředního archivu, který byl přejmenován na První historický archiv Číny. V 80. letech 20. století První historický archiv jako první v Číně začal plně třídit a vytvářet předběžné katalogy sbírek. Kolem roku 1980 začaly historické archivy v Číně umožňovat přístup zahraničním badatelům a v tomto roce byl umožněn přístup do Prvního historického archivu první skupině amerických badatelů za účelem dlouhodobého studia.
Od roku 2006 První archiv pracuje také na digitalizaci svých archiválií. V roce 2021 byla postavena nová budova archivu na ulici Qinian č. 9 ve čtvrti Tung-čcheng v Pekingu. Nový objekt byl dokončen a otevřen pro veřejnost 6. července 2022.
Archiv si v roce 2021 vytvořil také nový znak. Nový znak, který v sobě spojuje čínské znaky „史“ (historie) a „宬“ (starobylé archivy), symbolizuje uchovávání, dědictví a otiskování historie a připomíná podobu tradičních čínských pečetí.

## Sbírky
První čínský historický archiv uchovává přibližně 10 milionů historických dokumentů z období říší Ming a Čching, což představuje téměř polovinu z odhadovaných 20 milionů historických spisů uložených v celé pevninské Číně. Z toho více než 3 000 spisů pochází z mingského období, zatímco naprostou většinu tvoří záznamy z období říše Čching. Z této sbírky je přibližně 80 % v čínštině, 20 % v mandžuském jazyce a více než 50 000 v mongolštině. Existuje také malý počet dokumentů v jiných menšinových jazycích a záznamy v cizích jazycích, jako je angličtina, francouzština, němčina, ruština a japonština.
První archiv je otevřen mezinárodním badatelům. Většina sbírky je přístupná čínským i zahraničním badatelům téměř bez výjimky.